# Mastère Spécialisé
Mastère Spécialisé (MS nebo také M.S) nebo Specialized Master nebo Advanced Master je vysokoškolský postgraduální studijní program, zaměřený na získání znalostí v oboru strojírenství nebo managementu, který byl zřízen v roce 1986 Conférence des Grandes Écoles.
Vzdělávání (v angličtině nebo francouzštině) trvá rok a zahrnuje stáž v délce nejméně čtyř měsíců.
Existuje MS v mnoha oblastech: letectví, počítačová věda, biologie, řízení …